# Marçal Trilla i Rostoll
Marçal Trilla i Rostoll (Mataró, 1887 — Mataró, 1967) era un escriptor de novel·les, traductor i periodista. Entre 1923 i 1936 dirigí el Diari de Mataró. Fou un dels fundadors d'Unió Democràtica de Catalunya. S'exilià el 1939. Les seues novel·les eren psicològiques i tractaven estaven ambientades en l'estil de vida del poble. Com a traductor destaquen les seues traduccions de Y.M. Congar i G. Papini. Fou un dels primers adaptadors al català dels contes associats a Les mil i una nits. Fou membre de la Penya de l'Hostal de Sol de Barcelona i col·laborà al diari El Matí.

## Obres
Pròpies:
- La miserable passió (1926)
- Excelsior (1927)
- La llàntia meravellosa d'Aladí (1930)
- El basar màgic (1968)[2]

Traduccions:
- La llàntia meravellosa d'Aladdí (1926)[3]
- Alí Babà o els quaranta lladres (1930)[3]